# CSD Defensa y Justicia
Der Club Social y Deportivo Defensa y Justicia, kurz Defensa y Justicia, ist ein argentinischer Fußballverein aus Florencio Varela in der Provinz Buenos Aires. Der 1935 gegründete Klub gewann 2020 die Copa Sudamericana und 2021 die Recopa Sudamericana.

## Geschichte

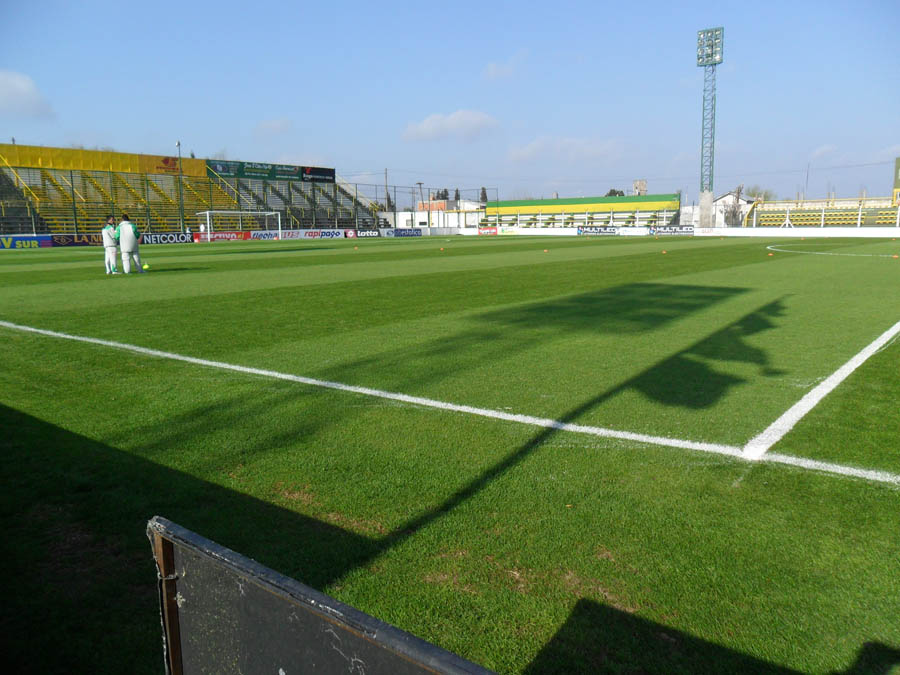
Das Stadion des Vereins

Obwohl der Verein bereits 1935 gegründet wurde, sollte es bis 1977 dauern, bis der Verein erstmals in der fünftklassigen Primera D Metropolitana antreten durfte. Im Jahr 1982 folgte mit dem Aufstieg in die Primera C Metropolitana der nächste Schritt nach oben. Bereits im Jahr 1985 war es dann so weit und der Aufstieg in die drittklassige Primera B Metropolitana wurde erreicht. Bereits ein Jahr später gelang der direkte Durchmarsch in die Nacional B, der zweithöchsten Liga Argentiniens. In der Saison 2013/2014 erreichte der Verein Platz 2 in der Abschlusstabelle und stieg somit direkt in die Primera División auf. Seinen bisher größten Erfolg auf nationaler Ebene feierte das Team in der Saison 2018/19 als Vizemeister und mit der damit verbundenen erstmaligen Qualifikation für die Copa Libertadores. Defensa y Justicia gewann in der Saison 2020 erstmals die Copa Sudamericana im Finale gegen CA Lanús mit 3:0. Im Jahr 2021 erfolgte der Gewinn der Recopa Sudamericana.
Im Jahr 1981 wurden die Vereinsfarben von Blau-Weiß in Gelb-Grün geändert, da jene die Farben des Teamsponsors, eines lokalen Busunternehmens, waren.

## Stadion
Defensa y Justicia trägt seine Heimspiele im Estadio Norberto Tomaghello aus.

## Erfolge
- Primera B Metropolitana: 1997 (Clausura)
- Primera División C: 1985
- Primera División D: 1982
- Copa Sudamericana: 2020
- Recopa Sudamericana: 2021

## Trainerhistorie
- Oktober 2012 bis Juni 2013: Jorge Almirón[2]
- April – Juni 2015: José Óscar Flores[3]
- Juni 2015 – November 2017: Ariel Holan[4]
- 27. Januar 2020 – 8. Februar 2021: Hernán Crespo

## Ehemalige Spieler
- Pablo Ariel Lugüercio
- Ricardo Villa